# Centropogon caoutchouc
Centropogon caoutchouc är en klockväxtart som först beskrevs av Carl Sigismund Kunth, och fick sitt nu gällande namn av Henry Allan Gleason. Centropogon caoutchouc ingår i släktet Centropogon och familjen klockväxter. Inga underarter finns listade i Catalogue of Life.